# Freccia Vallone femminile 2010
La Freccia Vallone femminile 2010, tredicesima edizione della corsa e valida come quarta prova della Coppa del mondo di ciclismo su strada femminile 2010, si svolse il 21 aprile 2010 su un percorso di 109 km, con partenza da Huy e arrivo al Muro di Huy, in Belgio. La vittoria fu appannaggio della britannica Emma Pooley, la quale completò il percorso in 3h01'27", alla media di 36,043 km/h, precedendo la connazionale Nicole Cooke e la svedese Emma Johansson.
Sul traguardo del muro di Huy 103 cicliste, su 145 partite da Huy, portarono a termine la competizione.

## Percorso
L'edizione 2010, vide un percorso diverso rispetto a quello dell'edizione precedente, con l'assenza delle Côte de Thon e Côte de Bonneville, ma con la presenza della Côte d'Ereffe.

### Muri
| Numero | Nome              | Chilometro | Lunghezza (m) | Pendenza media (%) |
| ------ | ----------------- | ---------- | ------------- | ------------------ |
| 1      | Côte de Peu d'Eau | 38,5       | 2700          | 3,9                |
| 2      | Côte de Haut-Bois | 44         | 1600          | 4,8                |
| 3      | Côte de Groynne   | 49         | 2000          | 3,5                |
| 4      | Côte de Bohissau  | 55         | 1300          | 7,6                |
| 5      | Côte de Bousalle  | 58         | 1700          | 4,9                |
| 6      | Côte d'Ahin       | 69         | 1300          | 9,6                |
| 7      | Muro di Huy       | 80         | 1300          | 9,6                |
| 8      | Côte d'Ereffe     | 98,5       | 1700          | 7,5                |
| 9      | Muro di Huy       | 109,5      | 1300          | 9,6                |

## Resoconto degli eventi
La corsa si decise sull'ultima ascesa al Muro di Huy; la statunitense Evelyn Stevens prese l'iniziativa all'inizio della salita. Nel tratto più duro Emma Pooley, in grande condizione fisica, attaccò, lasciando sul posto le più temibili avversarie; in pochi metri rientrò sulla Stevens, la staccò e vinse in solitaria. Nicole Cooke ed Emma Johansson completarono il podio, mentre la grandissima favorita Marianne Vos chiuse in sesta piazza.

## Ordine d'arrivo (Top 10)
| Pos. | Corridore        | Squadra                 | Tempo    |
| ---- | ---------------- | ----------------------- | -------- |
| 1    | Emma Pooley      | Cervélo                 | 3h01'27" |
| 2    | Nicole Cooke     | Sel. Gran Bretagna      | a 8"     |
| 3    | Emma Johansson   | Red Sun                 | s.t.     |
| 4    | Grace Verbeke    | Lotto Ladies            | a 12"    |
| 5    | Evelyn Stevens   | HTC-Columbia Women      | a 17"    |
| 6    | Marianne Vos     | Nederland Bloeit        | a 22"    |
| 7    | Tatiana Guderzo  | Valdarno                | s.t.     |
| 8    | Elena Berlato    | Top Girls Fassa Bortolo | a 27"    |
| 9    | Judith Arndt     | HTC-Columbia Women      | a 40"    |
| 10   | Eleonora Patuzzo | Safi-Pasta Zara         | a 42"    |